# De zwarte weduwnaars
De zwarte weduwnaars (Engels:Tales of the Black Widowers) is een verhalenbundel met misdaadverhalen geschreven door Isaac Asimov.
Het boek is het eerste in een reeks van drie waarin misdaden en mysteries opgelost worden door de leden van De zwarte weduwnaars.
Het is een bundel van korte verhalen die geen sciencefiction bevatten. Het origineel werd in 1974 gepubliceerd, de Nederlandse vertaling verscheen in 1976.

## Inhoud
- Wie het laatst lacht
- Nep Doctor
- Om de waarheid te zeggen
- De man die luciferboekjes verzamelde
- Zondagochtend vroeg
- De voor-de-hand-liggende factor
- De wijzende vinger
- Lullaby of Broadway
- Yankee Doodle
- De curieuze weglating
- Uit het oog